# Alexsandricorynus assamensis
Alexsandricorynus assamensis es una especie de coleóptero de la familia Attelabidae.

## Distribución geográfica
Habita en Camboya, China, India, Birmania,  Tailandia y Vietnam.